# Pù Nhi
Pù Nhi là một xã thuộc tỉnh Thanh Hóa, Việt Nam.

## Địa lý
Xã Pù Nhi nằm ở vùng cao phía tây bắc tỉnh Thanh Hóa, có vị trí địa lý:
- Phía đông giáp xã Nhi Sơn
- Phía bắc giáp xã Mường Lát
- Phía tây giáp xã Quang Chiểu
- Phía nam giáp nước Lào.

Xã Pù Nhi có diện tích tự nhiên 65,72 km², quy mô dân số năm 2024 là 5.922 người, mật độ dân số đạt 90 người/km².

## Lịch sử
Địa bàn của xã Pù Nhi đến trước năm 1963 thuộc xã Tam Chung, huyện Quan Hóa.
Theo Quyết định số 30-CP ngày 6 tháng 3 năm 1963 của Hội đồng Chính phủ, xã Tam Chung được chia thành 3 xã mới: Pù Nhi, Tam Chung, Trung Lý. Xã Pù Nhi có 12 chòm: Chim, Cơm, Hua Phù, Luốc Ha, Pa Ay, Pa Hộc, Pha Đến, Phá Hịa, Piềng Đếm, Pu Ngùa, Pu Quán, Pù Cá.
Ngày 18 tháng 11 năm 1996, xã Pù Nhi chuyển sang trực thuộc huyện Mường Lát mới thành lập.
Ngày 23 tháng 12 năm 2008, Chính phủ ban hành Nghị định số 11/NĐ-CP (có hiệu lực từ ngày 18 tháng 1 năm 2009). Theo đó, tách một phần phía đông của xã Pù Nhi để thành lập xã Nhi Sơn; xã Pù Nhi còn lại 6.754,99 ha và 3.754 người.
Ngày 16 tháng 6 năm 2025, huyện Mường Lát bị giải thể do bỏ cấp huyện; xã Pù Nhi chính thức là đơn vị hành chính trực thuộc tỉnh Thanh Hóa từ ngày 1 tháng 7 năm 2025.

## Hành chính
Xã Pù Nhi có 11 bản: Cá Nọi, Cá Tớp, Cơm, Đông Ban, Hạ Sơn, Hua Pù, Na Tao, Pha Đén, Pù Ngùa, Pù Quăn, Pù Toong.